# Per Hilding
Per Hilding (i riksdagen kallad Hilding i Gävle), född 18 september 1923 i Hedesunda församling, Gävleborgs län, död 22 december 2014 i Gävle Heliga Trefaldighets församling, var en svensk tidningsman och politiker (folkpartist). Han var son till lantbrukaren och riksdagsmannen Anders Hilding.
Per Hilding blev politices magister vid Uppsala universitet 1951 och var därefter tjänsteman till år 1960 då han blev medarbetare på Gefle Dagblads ledarredaktion. Åren 1968–1988 var han tidningens huvudredaktör och ansvarige utgivare. Han var även redaktör för Liberal Debatt åren 1953–1956.
Han var ordförande i Sveriges liberala studentförbund 1953–1954 och var därefter aktiv folkpartist, bland annat som arbetsutskottets ordförande i valkretsförbundet för Gävleborgs län.
Per Hilding var riksdagsledamot i första kammaren för Gävleborgs läns valkrets 1961–1968. Han var bland annat ledamot i bankoutskottet 1965–1968, och var flitigt engagerad i bland annat utbildningsfrågor.